# جون نوغينت
جون نوغينت (بالإنجليزية: John Nugent)‏ (1904 في المملكة المتحدة - ) هو لاعب كرة قدم بريطاني في مركز حراسة المرمى. لعب مع نوتس كاونتي.